# 菲航快運
菲航快運（英語：PAL Express）是一間以菲律賓馬尼拉帕賽市為總部的廉價航空公司，廣泛地營運來往馬尼拉及宿霧的國內航線，以馬尼拉艾奎諾國際機場為樞紐，前身為菲鷹航空（Air Philippines）及菲鷹快運（Airphil Express）。

## 沿革
- 1995年2月13日，「菲鷹航空」（Air Philippines）宣布成立，使用作飛行呼號，企業代表人為 Domingo T. Chua 與 Capt. Edilberto R. Medina。
- 2008年4月10日，公司更名為「菲鷹快運」（Airphil Express），以為營運口號。
- 2013年3月15日，公司再度易名為「菲航快運」（PAL Express）。

### 歷史商標

「菲鷹航空」時期 （1995 - 2008）

## 航點

### 國內
- 呂宋
  - 馬尼拉 - 艾奎諾國際機場（樞紐）
  - 安吉利斯 - 克拉克國際機場（次要樞紐）
  - 那牙 - 那牙機場
  - 普林塞薩港 - 公主港國際機場
- 棉蘭老
  - 達沃 - 達沃國際機場（次要樞紐）
  - 三寶顏 - 三寶顏機場（次要樞紐）
  - 奧三棉示（英语：Ozamiz） - 拉波機場
- 米沙鄢群島
  - 宿霧 - 宿霧麥克坦國際機場（次要樞紐）
  - 長灘島 - 卡利博機場
  - 伊洛伊洛市 - 伊洛伊洛國際機場

### 國際
- 中国
  - 成都－成都雙流國際機場
  - 南京－南京祿口國際機場
- - 首爾－仁川國際機場
- - 塞班島－塞班國際機場（季節性）

## 機隊

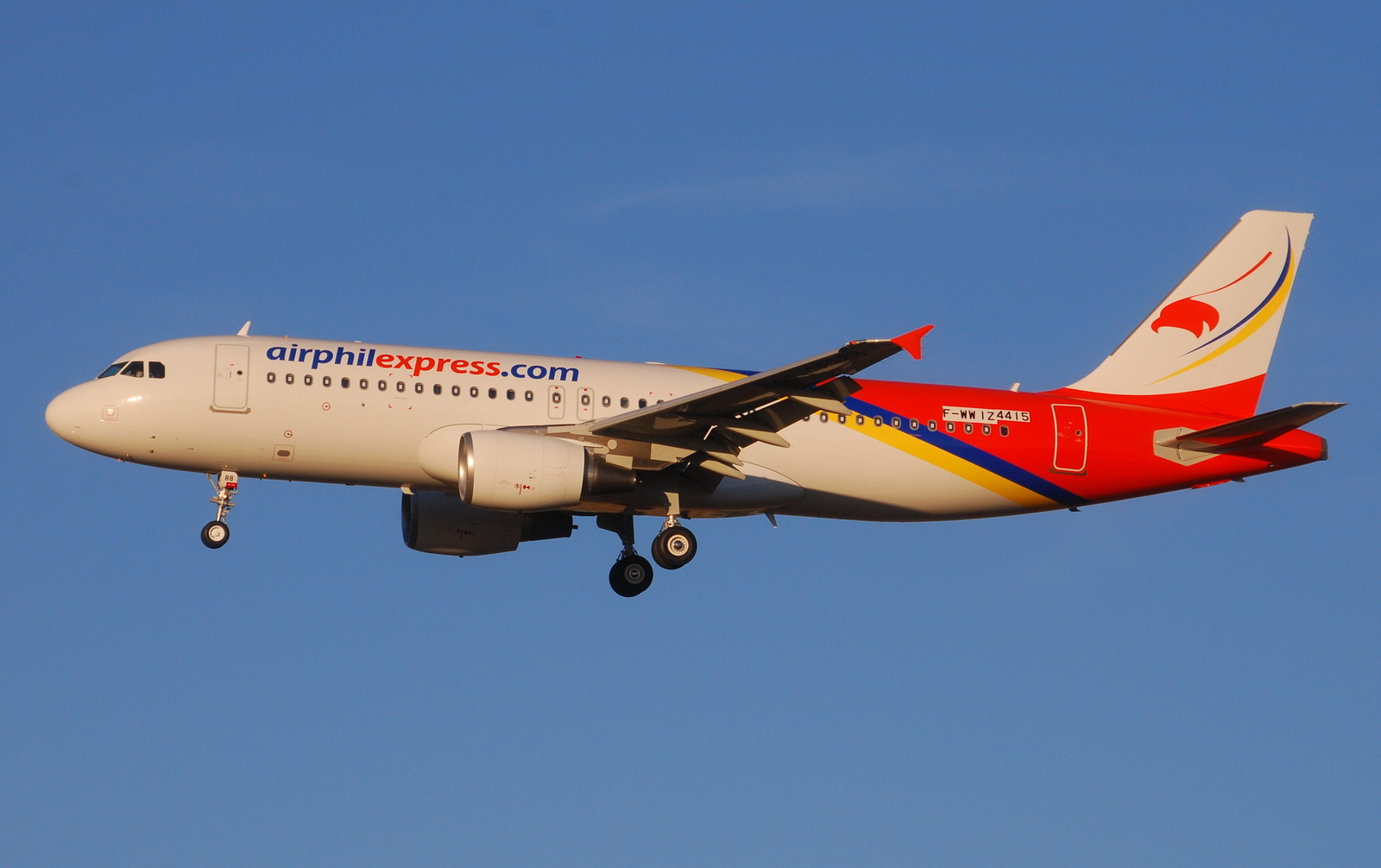
菲航快運的空中巴士A320-200型客機

### 已退役
- 波音737-200
- 波音737-300
- 空中巴士A330-300：歸還母公司菲律賓航空
- YS-11
- 麥道MD-88

## 外部連結
- 菲律賓航空公司官網
- 前「菲鷹航空」官網